# Leonard Groth
Olof Leonard Groth, född 28 april 1870 i Karlstad, död 8 juni 1951 i Sundsvall, var en svensk borgmästare. 
Groth, som var son till fängelsedirektören Carl Olof Groth och Margaretha Samuelsson, avlade studentexamen i Östersund 1889, hovrättsexamen 1894, blev stadsnotarie i Sundsvalls stad 1913, andre brottmålsrådman 1917 och var borgmästare där 1920–1947. Han var inspektor vid Sundsvalls läroverk för flickor 1923–1940, ombudsman och ledamot av styrelsen för AB Sundsvalls Handelsbank och AB Svenska Handelsbankens kontor i Sundsvall, ledamot av styrelsen för Sundsvalls sparbank 1911–1943, ledamot av hälsovårdsnämnden 1903–1947, av stadsfullmäktige 1911-1913 och av drätselkammaren 1909–1920. Han var även domare i arbetstvister.
Groth var gift med konstnären Anna Thudén och far till generalläkaren Carl-Erik Groth (1905–1993) och tandläkaren Maja Järnmark (1906–1975).